# 구주개밀

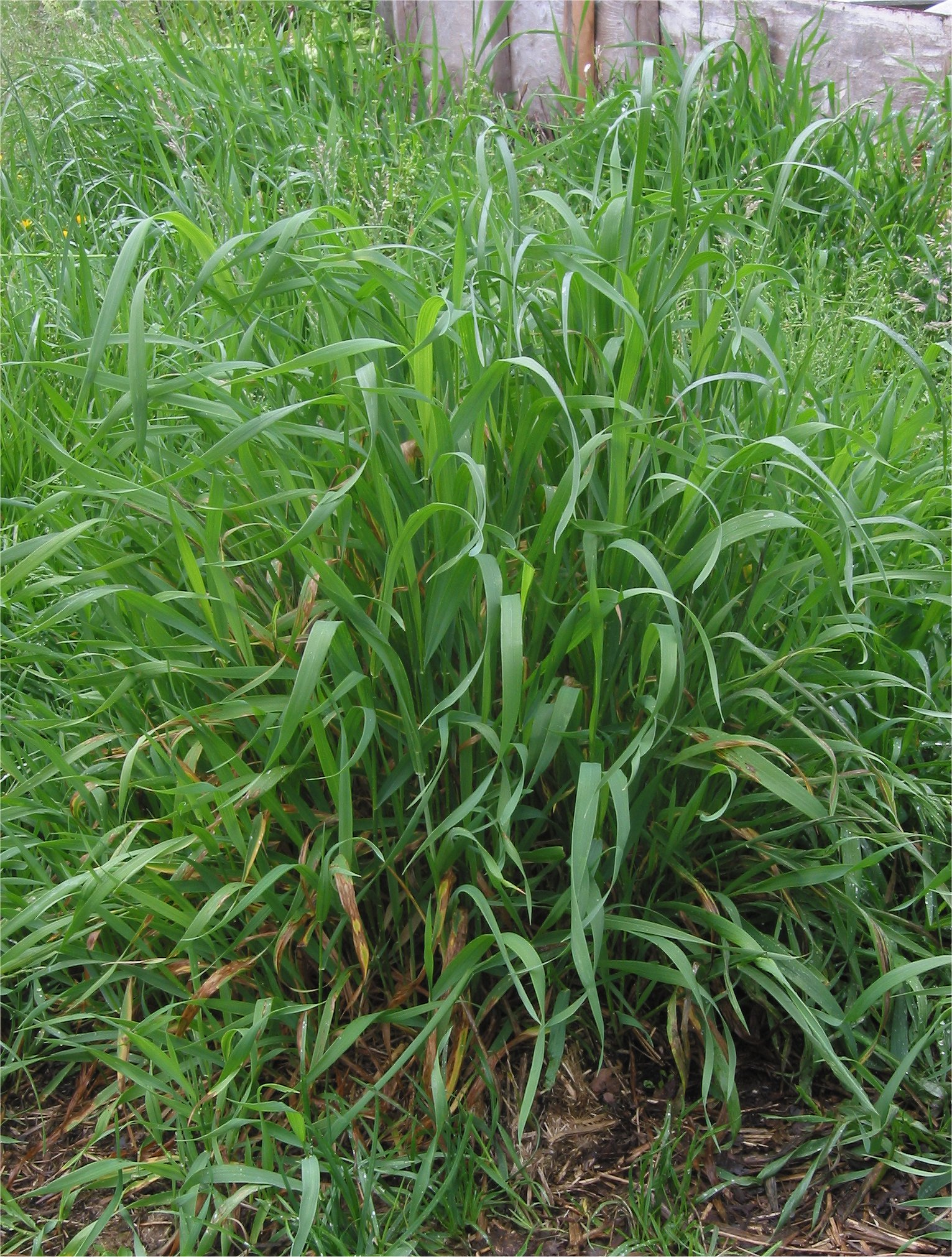

구주개밀 또는 엘리무스 레펜스(Elymus repens)는 흔히 카우치 그래스(couch grass)로 알려져 있으며, 유럽 대부분, 아시아, 북극, 북서 아프리카가 원산지인 매우 흔한 여러해살이 풀이다. 사료 또는 토양 침식을 방지하기 위해 다른 온화한 북부 기후 지역으로 유입되었지만, 종종 잡초로 간주된다.
다른 이름으로는 커먼 카우치(common couch), 트위치(twitch), 퀵 그래스(quitch grass), 퀴치 그래스(quitch grass), 도그 그래스(dog grass), 쿼크 그래스(quack grass), 스커치 그래스(scutch grass), 위치그래스(witchgrass) 등이 있다.

## 설명
땅속줄기가 기는 듯한 모양을 하고 있어 초원에서 빠르게 자란다. 잎은 납작하고 털이 많으며, 곧게 뻗은 꽃이삭이 있다. 줄기('줄기')는 높이 40~150cm(16~59인치)까지 자란다. 잎은 선형이며, 길이 15~40cm(5.9~15.7인치), 너비 3~10mm(0.12~0.39인치)이고, 줄기 위쪽에 잎이 달리며 너비는 2~8.5mm(0.079~0.335인치)이다. 꽃대 길이는 10~30mm(0.39~1.18인치)이고, 작은 이삭은 길이 1~2cm(0.39~0.79인치), 너비 5~7mm(0.20~0.28인치), 두께 3mm(0.12인치)이며, 3~8개의 작은 꽃이 있다. 포영은 길이가 7~12mm(0.28~0.47인치)이며, 보통 까끄라기가 없거나 짧은 까끄라기만 있다.
북반구에서는 6월 말부터 8월까지 꽃이 핀다.